# Brachyrhopala semirufa
Brachyrhopala semirufa är en tvåvingeart som beskrevs av Hardy 1929. Brachyrhopala semirufa ingår i släktet Brachyrhopala och familjen rovflugor. Inga underarter finns listade i Catalogue of Life.